# Pristava pod Rako
Pristava pod Rako este o localitate din comuna Krško, Slovenia, cu o populație de 20 de locuitori.